# كريم زاز
كريم زاز (بالفرنسية: Karim Zaz) (مواليد 2 ديسمبر 1965) هو مهندس ورجل أعمال مغربي ناجح في مجال الاتصال عن بعد وتقانة المعلومات والاتصالات، يمتلك الجنسيتين المغربية والفرنسية.
لمدة تقارب عشر سنوات كان كريم رئيس-مدير عام لوانا والتي أصبحت فيما بعد إنوي ويعتبر كريم مؤسس هذه الأخيرة.
كريم زاز تلميذ قديم بالمدرسة المتعددة التكنولوجية  ·  ·  ·  ·  وكما يعتبر كريم من ممارسي رياضة الهبوط بالمظلات من الطراز العالي، ومذير نادي بني ملال ·  بمراكش.